# Мухамедов, Умарали
Умарали Мухамедов — советский узбекистанский хозяйственный деятель, Герой Социалистического Труда.

## Биография
Родился в 1913 году в кишлаке Исхи-Каунчи.
В 1936—1942 — бригадир полеводческой бригады колхоза имени Калинина Октябрьского района Ташкентской области.
Участник Великой Отечественной войны
В 1944—1946 — председатель совета урожайности, в 1946—1972 — бригадир, в 1973—1974 — начальник участка, в 1974—1980 — бригадир полеводческой бригады колхоза имени Калинина Октябрьского района Ташкентской области.
Указом Президиума Верховного Совета СССР от 11 января 1957 года присвоено звание Героя Социалистического Труда с вручением ордена Ленина и золотой медали «Серп и Молот».
Умер после 1985 в Ташкентской области.

## Награды и звания
- Герой Социалистического Труда (11.01.1957)
- Орден Ленина (11.01.1957)
- Орден Отечественной войны II степени (06.04.1985)
- Орден Трудового Красного Знамени (14.02.1975)